# Lupus eritematoso cutaneo
Il lupus eritematoso cutaneo (in sigla CLE) comprende un quadro clinico di malattie autoimmuni, infiammatorie della cute che possono essere o non essere associate a malattie sistemiche.
È considerato una forma di lupus eritematoso (in sigla LE) in cui la pelle è l'unico organo coinvolto o in cui il coinvolgimento della pelle è preponderante e precede il coinvolgimento di altri organi.
Nel complesso, il CLE è considerato una variante del LE più frequente delle varianti sistemiche, con decorso meno grave e prognosi migliore.
Le lesioni cutanee generalmente sono correlate all'esposizione a raggi ultravioletti sia perché accentuate dalla radiazione sia perché si manifestano nelle aree cutanee normalmente esposte al sole.
Il CLE può manifestarsi da solo o associato al lupus eritematoso sistemico (in sigla SLE).
La maggior parte (circa 75%) dei pazienti affetti da lupus eritematoso sistemico presenta manifestazioni cutanee e viceversa le forme di Lupus eritematoso cutaneo possono modificarsi determinando un coinvolgimento sistemico (circa 20%).
Il generico lupus eritematoso deve il suo nome (lupus, lupo in latino) proprio ad alcuni aspetti cutanei deturpanti. Le lesioni cutanee ulcerative, comprese quelle dovute al lupus vulgaris verrebbero descritte da Rogerius Salernitanus nel XII secolo come simili a quelle prodotte dal morso di un lupo. Per altri studiosi sarebbe il frequente eritema a farfalla a ricordare le tipiche marcature facciali del lupo grigio.
Il disturbo è raro e cronico. Le sue cause devono essere chiarite. L'interazione tra fattori genetici, infettivi, ormonali, ambientali ed esogeni scatena alterazioni dell'immunoregolazione che mediano lo sviluppo di questa malattia.

## Storia
Il termine lupus érythémateaux fu usato per la prima volta da Cazénave, allievo del dermatologo francese Laurent Biett, nel 1851, per distinguere le forme non infettive di lupus da tubercolosi cutanea (lupus vulgaris). Il termine utilizzato precedentemente da Biett era stato erytheme centrifuge, riferendosi molto probabilmente alle lesioni che oggi vengono chiamate "discoidi".
La malattia è stata inizialmente riconosciuta e valutata dalle sue manifestazioni cutanee prima che le analisi e lo studio delle sue manifestazioni sistemiche abbiano stabilito la sua natura. Già nella prima presentazione di Cazénave si menzionava come chi lavorava all'aria aperta fosse predisposto alla malattia e come fattori ambientali potessero esacerbarla.
Nella prima metà del XX secolo  furono intrapresi tentativi di sviluppare una classificazione clinica delle diverse forme di LE stabilendo il concetto unificante che il LE fosse una malattia comune con espressioni eterogenee.
Il concetto di "spettro patologico"  per descrivere la natura multiforme ed eterogenea del LE è stato introdotto da Dubois e Tuffanelli nel 1964.
Una organica classificazione delle diverse forme di LE, basandosi sul concetto di spettro introdotto da Dubois, si è avuta solo dopo le pubblicazioni di Gilliam, Sontheimer e dei loro colleghi (Gilliam e Sontheimer 1981, 1982, 1983). Con studi clinici, istopatologici, fotobiologici, immunologici e genetici sono state approfondite le relazioni che esistono tra le varie manifestazioni cutanee e sistemiche del LE. 
A Gilliam e Sontheimer si deve il raggruppamento di diverse forme di LE in gruppi omogenei, nominati come Acuto, Subacuto, Cronico, nell'accezione dermatologica con cui vengono utilizzati questi termini. 
Solo alla fine del XX secolo la classificazione dermatologica delle manifestazioni cutanee del LE ha caratterizzato come lupus eritematoso cutaneo un quadro articolato di disturbi cutanei trattabili nel solo ambito dermatologico.

## Classificazione
La natura multiforme e multifattoriale del lupus eritematoso ha reso complesso lo sviluppo di una classificazione delle sue manifestazioni cutanee. A causa di una serie di diverse varianti delle manifestazioni cutanee della LE, una classificazione unificata della CLE rimane comunque una sfida. Mentre per il SLE sono ormai ampiamente condivisi gli 11 criteri di classificazione dettati dalla American Rheumatism Association ( in sigla ARA), oggi nota come American College of Rheumatology, un approccio dermatologico per classificare le sole manifestazioni cutanee non è ancora universalmente condiviso e risulta complesso fare ordine nella pletora di definizioni proposte per le diverse lesioni cutanee. Gillan nel 1977 propose una classificazione delle manifestazioni cutanee del LE, raffinata negli anni successivi, con e da altri, in un nuovo sistema di classificazione clinico-istopatologica.
- Lupus eritematoso cutaneo acuto ( in sigla ACLE) (15%)
  - ACLE Localizzato  (eritema a farfalla) (90-95%)
  - ACLE Generalizzato  (morbilliforme, rash maculopapulare, rash SLE , lupus dermatitis fotosensibile) (5-10%)
- Lupus eritematoso cutaneo subacuto  (in sigla SCLE) (8%)
  - SCLE Anulare (lupus marginatus,  lupus erythematosus gyratus repens) (42%)
  - SCLE Papulosquamoso/Psoriasiforme (39%)
- Lupus eritematoso cutaneo cronico (in sigla CCLE) (73%)
  - Lupus Eritematoso Discoide (in sigla DLE)(80-85%) di cui DLE localizzato (70%) e Generalizzato (30%)
  - LE ipertrofico/verrucoso
  - LE profondo (in sigla LEP)/ pannicolite
  - LE mucosale (orale, nasale, genitale, congiuntivale)
  - LE Chilblain/Geloni (in sigla CHLE)[15]
  - DLE lichenoide
  - LE Tumido , papulomucinoso ( in sigla LET)

Gli 11 criteri ARA, che comprendono quattro segni cutanei, possono sovrastimare l'incidenza del SLE in pazienti con malattia esclusivamente cutanea. Adottando i criteri ARA molti studiosi consideravano la sola forma discoide (DLE), che normalmente non si evolve verso il SLE, come l'unico CLE. In passato il termine "lupus eritematoso discoide" è stato utilizzato in senso generico per riferirsi ad una sottopopolazione di pazienti affetti da LE che soffriva prevalentemente di una qualche moderata forma del CLE.  La European Academy of Dermatology and Venerology ha proposto di aggiungere agli 11 criteri di classificazione definiti dall'ARA, 13 ulteriori criteri per lo studio del Lupus eritematoso cutaneo con o senza coinvolgimento sistemico.
Le lesioni specifiche del CLE sono classificate nei differenti sottotipi di Lupus eritematoso cutaneo acuto (ACLE), Lupus eritematoso cutaneo subacuto (SCLE), lupus eritematoso cutaneo cronico (CCLE),in accordo a parametri clinici, istologici e immunosierologici. La classificazione proposta a Düsseldorf nel 2003 avrebbe introdotto il sottotipo: lupus eritematoso cutaneo intermittente (in sigla ICLE) per meglio caratterizzare il comportamento non propriamente cronico del Lupus Eritematoso Tumido (in sigla LET) ed una classe di lesioni bollose: Lupus Eritematoso Bolloso (in sigla BLE) per caratterizzare lesioni lupus specifiche o non specifiche ed i vari disordini cutanei bollosi associati al LE.
Non è stato ancora condiviso un sistema di classificazione della gravità delle lesioni (lieve, moderata, severa) del CLE. Un sistema di valutazione, il Cutaneous Lupus Erythematosus Disease Area and Severity Index (CLASI), per stimare l'attività e la severità del CLE è stato validato nel 2011.

## Epidemiologia
La ricerca epidemiologica sul CLE è stata ostacolata dalla difficoltà di accertamento e definizione dei casi e gran parte dei dati sono tratti da studi piuttosto piccoli e spesso retrospettivi. Recenti studi basati sulla popolazione hanno concluso che l'incidenza del CLE in Svezia e negli USA è di 4/100 000 abitanti. In entrambi gli studi la maggioranza della popolazione era caucasica. Il SLE è più comune negli asiatici e negli afroamericani che nei caucasici, per il CLE non sono stati condotti studi simili, ma il DLE è considerato più comune tra gli afroamericani e lo SCLE è più comune tra i caucasici. Il SCLE è raro in Asia. Il DLE è il sottoinsieme più comune (80%), seguito da SCLE (15%) e meno del 5% sono altri tipi più rari del CLE. Più del 10% dei casi di DLE è progredito in SLE nell'arco di un anno e più del 20% dei pazienti con SCLE è progredito in SLE entro 1 anno. In uno studio pubblicato, il rapporto tra femmine e maschi è risultato essere 3:1 sia per DLE che per SCLE, l'età media per la diagnosi del CLE era di circa 54 anni in quello studio. L'incidenza del CLE e SLE sono simili, ma il CLE è più comune del SLE negli uomini e negli anziani.
La carenza di studi epidemiologici sulla popolazione permette di fare solo stime approssimative sulla prevalenza del CLE, stimato 2 o 3 volte più frequente del SLE. Questi risultati possono riflettere differenze nell'eziologia genetica o ambientale del CLE.

## Eziopatogenesi
L'eziologia è ancora inafferrabile ma si pensa che sia multifattoriale, implicando una predisposizione genetica. La malattia può essere attivata dalla radiazione UV, dalle infezioni (citomegalovirus, epatite C, virus Epstein-Barr), dagli ormoni (estrogeni, prolattina) e dall'esposizione a farmaci e sostanze chimiche, che avviano un processo infiammatorio o una reazione allergica. Le citochine e le chemochine sono coinvolte nella propagazione delle risposte infiammatorie, sopprimendo i componenti che producono tolleranza immunologica del sistema immunitario. Le cellule B autoreattive sono intrinseche alla patogenesi del lupus.
Sono stati identificati diversi polimorfismi genetici MHC e non-MHC che possono contribuire alle manifestazioni cutanee di SLE e del CLE. La maggior parte di queste varianti genetiche sono associate a meccanismi attribuiti alla patogenesi del SLE, compresi i percorsi coinvolti nella regolazione dell'interferone e della vitamina D e l'esposizione alla luce UV. Sebbene vi sia una sovrapposizione tra i fattori genetici associati a SLE e CLE, sembrano esserci fattori genetici unici specifici per CLE.

## Comorbilità
Il lupus eritematoso (LE) può essere associato a varie malattie sistemiche e dermatologiche. In alcuni casi, questa associazione può essere spiegata da meccanismi autoimmuni o dalla somiglianza delle caratteristiche cliniche. 
Le più comuni comorbilità sono con: psoriasi, eritema multiforme, sindrome di Rowell, lichen planus, mucinosi cutanea, porfiria cutanea tarda, alopecia areata, sindrome di Sjogren, sindrome di Sweet

## Clinica
Gli elementi costitutivi principali che costituiscono le lesioni cutanee di LE sono la classica triade di eritema, desquamazione e atrofia. Il peso relativo di questi elementi, tuttavia, è soggetto a variazioni in base al tipo di LE (cronica cutanea, subacuta cutanea e sistemica), all'età e alla posizione delle lesioni e alla presenza di ulteriori caratteristiche morfologiche (ad es. Ipertrofia, coinvolgimento del tessuto adiposo e accumulo di mucopolisaccaridi). Eritema, ispessimento epidermico e desquamazione e atrofia e cicatrizzazione rappresentano un continuum clinico e dinamico lungo il quale si sviluppano tutte le lesioni del LE (CLE) cutaneo; solo il tipo discoidale cronico, tuttavia, può andare fino in fondo, mentre gli altri tipi si mantengono nelle fasi precedenti.
Ogni variante del CLE differisce significativamente dalle altre per quanto riguarda i vari aspetti delle manifestazioni cliniche. I segni clinici, molto vari, possono essere raggruppati in funzione dei principali sottotipi del CLE.
- ACLE: si presenta generalmente come eruzione cutanea prominente non cicatrizzata su guance e naso (eritema a farfalla, forme localizzate) o più raramente, da un'eruzione diffusa di lesioni rosse, simmetriche, maculopapulari accentuate nelle aree esposte ai raggi UV ( lupus maculopapulare , forme generalizzate);
- SCLE:  si presenta generalmente con eritema rosso, rialzato, squamoso nelle aree del corpo esposte al sole (forma anulare / policiclica o forma papulosquamosa);
- CCLE: si presenta generalmente con uno sfogo rosso-porpora, ben demarcato, squamoso su cuoio capelluto, viso, orecchie e altre aree esposte al sole (LE discoide; DLE), come una reazione al congelamento (LE Chilblain)[38][39], o come dolorosi noduli sottocutanei (LE profondo; pannicolite)[40];
- ICLE o LE Tumido (LET) che si presenta generalmente con placche rosse, gonfie, simili all'orticaria.

La frequenza delle lesioni bollose associate al LE (BLE) è bassa, inferiore al 5% nei soggetti con SLE. Le flittene possono svilupparsi come estensione diretta della degenerazione vacuolare dello strato basale dell'epidermide in un quadro di lesioni specifiche, ad esempio del ACLE, o raramente in pazienti con il SLE che non manifestano altre lesioni cutanee specifiche.
Nella maggioranza dei casi in cui il CLE progredisce verso il SLE i sintomi sistemici sono lievi o moderati.
Placche sottocutanee o noduli di varie dimensioni sono le lesioni tipiche di Lupus eritematoso profondo. Si presentano singole o multiple, fortemente definite, persistenti, asintomatiche o talvolta dolorose. La pelle sovrastante,  aderendo alle placche, può mostrare una profonda depressione. Le lesioni più vecchie possono presentare calcificazioni distrofiche o ulcerazioni.
Il Lupus eritematoso chilblain / geloni è caratterizzato da una distribuzione simmetrica, circoscritta, di placche pruriginose o dolorose, livide e viola che appaiono o si accentuano durante periodi freddi e umidi. Le lesioni, nella loro evoluzione, possono ulcerare o presentare una ipercheratosi saldamente aderente. Le lesioni del CHLE coinvolgono principalmente le parti dorsali e laterali delle mani e dei piedi, orecchie, naso, gomiti, ginocchia o polpacci.
Nei neonati con autoimmunità derivata dalla madre il CLE si presenta nella forma subacuta (SCLE), sebbene con una distribuzione diversa da quella tipica del SCLE negli adulti. Il CLE nei neonati è caratterizzato da placche fotosensibili anulari, eritematose, non screpolate, talvolta associate a ipopigmentazione. Occasionalmente, si verificano lesioni che ricordano la cute marmorata congenita. L'esordio è generalmente nelle prime settimane di vita, sebbene in molti casi siano state notate lesioni alla nascita.

### Segni cutanei non specifici
Le lesioni cutanee non specifiche nel lupus eritematoso sistemico (SLE) sono morfologicamente varie. Alcune lesioni, come la vasculite di tipo urticarioide e il livedo reticulare, riflettono complicanze potenzialmente gravi. Altre, come l'ipopigmentazione, l'iperpigmentazione e la mucinosi dermica, non hanno alcun significato prognostico. Le manifestazioni cutanee non specifiche più comuni sono: vasculite, purpura palpabile e nonpalpabile, livedo reticulare, fotosensibilità, perniosi, alopecia, fenomeno di Raynaud, eritromelalgia, lesioni bollose, mucinosi dermica, eritema multiforme, ipo e iper-pigmentazione, cutis laxa, lichen planus, achantosis nigritans, angioedema.

## Diagnosi
Per diagnosticare correttamente le manifestazioni cutanee del LE, il medico deve prima classificare correttamente il sottotipo ed escludere il coinvolgimento sistemico della malattia.  Sebbene il rischio combinato di conversione a SLE in pazienti con SCLE e DLE sia pari al 12,2 percento, tutti i pazienti con CLE devono essere valutati inizialmente e durante il follow-up per i segni di malattia sistemica (cioè artralgia, sieropositività, ulcere orali, malattia renale e anemia).
La diagnosi basata esclusivamente sugli 11 criteri ARA dovrebbe essere evitata, in quanto i criteri ARA sono stati progettati per distinguere tra le varie malattie autoimmuni. Piuttosto, la diagnosi CLE dovrebbe basarsi sui risultati della storia del paziente, sull'esame clinico, sugli studi di laboratorio, sulla sierologia, sull'istologia e sull'esame diretto di immunofluorescenza (DIF) delle biopsie cutanee se l'esame istologico non è diagnostico.
L'esame dettagliato della pelle è cruciale per la classificazione del sottotipo CLE. 
Sono stati ideati oltre 60 schemi per misurare l'attività della malattia, tutti ritenuti di utilità limitata per i dermatologi in una revisione di Liang e al.. 
Nel 2005, Albrecht e al.. Hanno sviluppato l'indice di gravità cutanea (CLASI), un sistema per misurare quantitativamente l'attività e il danno della malattia. Questo indice, che tiene conto della morfologia lesionale e della localizzazione anatomica, è stato successivamente convalidato da test di affidabilità sia per i dermatologi che per i reumatologi. Un ampio studio di Jolly e al. ha ulteriormente validato lo strumento CLASI, che ha dimostrato di essere una risorsa preziosa per la ricerca sulla patogenesi e sul trattamento CLE. Questo strumento viene utilizzato in molti studi internazionali e ha dimostrato di essere reattivo al miglioramento dell'attività della malattia, nonché correlato con la qualità della vita e un certo numero di biomarcatori. 
Un ulteriore esame fisico dovrebbe indagare sui segni che possono essere osservati nella malattia sistemica, come le lesioni vasculitiche. Gli esami del sangue possono essere personalizzati in base al livello di sospetto per il coinvolgimento sistemico. La conta ematica completa (CBC) deve essere eseguita per valutare anemia, trombocitopenia o leucopenia, che potrebbe essere correlata al LE sistemico.
È importante esaminare la patologia renale con creatinina sierica, urea sierica e analisi delle urine. 
Il test degli anticorpi è fondamentale e dovrebbe iniziare con uno schermo anticorpi anti-nucleo (in sigla ANA). Un ANA negativo è utile in quanto è raro che i pazienti con SLE si sottopongano al test negativo, mentre un ANA positivo può essere osservato in pazienti con CLE, con o senza malattia sistemica. 
Inoltre, un ANA positivo è osservato in oltre il 35% degli individui apparentemente normali con una diluizione di 1:40, in particolare negli anziani. Un ulteriore profilo autoanticorpale che produce dsDNA, Sm e ribosoma P positivi è altamente specifico per SLE e questi autoanticorpi fungono da marker per lo sviluppo della malattia sistemica. Gli autoanticorpi anti-Ro, La, istoni, U1RNP e ssDNA possono essere visti in SLE, ma non sono specifici per la malattia.
La pietra miliare della diagnosi CLE è una biopsia lesionale per l'istologia. 
I reperti istologici variano a seconda del sottotipo, ma in generale le lesioni CLE condividono le caratteristiche del cambiamento vacuolare o idropico e degli infiltrati linfocitari.
L'immunofluorescenza diretta (in sigla DIF) delle biopsie lesionali può integrare risultati istologici non definitivi. Il test della banda lupus lesionale si riferisce al reperimento di immunoglobuline e al complemento alla giunzione dermico-epidermica di una biopsia lesionale, un reperto classico in CLE.
I depositi sono in genere di aspetto granulare e più comunemente contengono IgG e IgM, sebbene si possano trovare IgA . Sebbene le lesioni di tipo CLE abbiano generalmente un test positivo della banda lupica lesionale, un test negativo non esclude la diagnosi. Allo stesso modo, un test positivo sulla banda lupus lesionale non garantisce la diagnosi, poiché nella pelle danneggiata dal sole possono verificarsi falsi positivi. Nella maggior parte dei casi, i risultati clinici e istologici forniscono informazioni sufficienti per fare una diagnosi del CLE, e quindi un DIF di solito non è necessario. I test della fascia lupus non lesionale sono stati osservati in SLE e sono stati segnalati altre malattie autoimmuni, tra cui l'artrite reumatoide, la sindrome di Sjogren, la dermatomiosite, lo scleroderma e la lebbra. Con il miglioramento dei sierotipi del siero del lupus, un test del lupus band non è più considerato un test utile nel determinare se un paziente ha SLE.
La fotoprovocazione è un potenziale ausilio alla diagnosi istopatologica del sottotipo CLE. 
Test di fotoprovocazione standardizzati in uno studio multicentrico hanno dimostrato che le lesioni erano inducibili a metà dei pazienti CLE, tuttavia potrebbero non essere riproducibili e gli autori hanno suggerito che l'esposizione a UVA e UVB può essere un mezzo clinicamente e accademicamente utile per valutare la fotosensibilità e l'attività della malattia.

### Diagnosi differenziale
Le manifestazioni cutanee del LE sono notoriamente diverse e possono mimare un'ampia gamma di disturbi cutanei non correlati, sebbene molti dei suoi sintomi cutanei siano diretti e pongano pochi problemi diagnostici. La diagnosi differenziale clinica ha un ruolo nel dirigere il dermatologo verso la diagnosi corretta nel processo di screening primario.
La diagnosi differenziale dipende dai sottotipi e comprende: 
- ACLE: dermatomiosite, eritema multiforme, fotosensibilità indotta da farmaci, dermatite (atopica, contatto), esantema (virale, farmaco-indotto), rosacea, dermatite seborroica.
- SCLE: micosi fungoide classica, pityriasis rubra pilaris, vitiligine, tinea corporis, eritema anulare centrifugum, granuloma anulare, eritema gyratum repens, psoriasi.
- DLE: sarcoidosi, tubercolosi, lebbra, micosi fungoide classica, pseudolinfoma cutaneo, granuloma faciale, eczema nummulare, psoriasi, carcinoma a cellule squamose e basali, rosacea, lichen planus.
- CHLE: congelamenti.
- LEP: linfoma a cellule T sottocutaneo tipo panniculite, eritema nodoso.
- LET: infiltrazione linfocitaria Jessner della pelle, eruzione leggera polimorfa, mucinosi eritematosa reticolare.[2][47]

## Trattamento
Il trattamento del lupus eritematoso cutaneo è centrato sulla formulazione di un regime terapeutico topico, sistemico o combinato progettato per ridurre l'attività della malattia e ridurre al minimo il danno estetico.
Le opzioni di trattamento sono generalmente le stesse tra i diversi sottotipi del CLE. Attualmente, studi non randomizzati sono stati pubblicati in letteratura, con pochissimi studi clinici randomizzati che hanno confrontato i diversi farmaci che sono stati usati per molti anni.

### Prevenzione
Nel trattamento del CLE, i dermatologi mirano a prevenire la formazione e la progressione delle lesioni e a migliorare l'aspetto della pelle attraverso una combinazione di educazione del paziente e terapie topiche e sistemiche . L'educazione del paziente sui rischi potenziali dipendenti dal calore, sole, fumo o alcuni farmaci è indispensabile. I pazienti devono essere avvisati di evitare la manipolazione delle lesioni, in quanto ciò può esacerbarle o indurre nuove lesioni. Il camouflage può essere proposto per le lesioni deturpanti. L'aderenza rigorosa alla protezione solare è un componente critico della terapia, poiché è stato dimostrato che l'irradiazione UVA e UVB induce lesioni CLE. Alcuni pazienti sperimentano la fotosensibilità dietro vetrate, attraverso le quali possono passare i raggi UVA. I filtri solari devono poter filtrare anche le lunghezze d'onda UVA . I pazienti devono essere avvisati di evitare l'abbronzatura, esporsi a sorgenti UV prendere il sole, lavorare all'aperto e viaggiare nelle regioni vicine all'equatore. È importante considerare il rischio di carenza di vitamina D nei pazienti che evitano il sole, poiché è necessaria la luce solare per la sintesi di vitamina D. I livelli di 25-idrossivitamina D devono essere monitorati e si consiglia l'integrazione con vitamina D3 o colecalciferolo.

### Terapia Topica
Il trattamento delle lesioni da CLE dovrebbe iniziare con terapie topiche, inclusi steroidi e / o inibitori della calcineurina. Nonostante l'uso di lunga data di corticosteroidi topici, esiste solo uno studio controllato randomizzato che esamina l'efficacia in CLE. In uno studio crossover di 12 settimane su 78 pazienti DLE, è stato osservato un miglioramento eccellente o una risoluzione delle lesioni nel 27% dei pazienti trattati con crema al fluocinonide allo 0,05%, rispetto al 10% dei pazienti trattati con idrocortisone 1% crema a 6 settimane. Questi risultati supportano la migliore efficacia di alte dosi rispetto agli steroidi a basse dosi. Tuttavia, alla luce degli effetti collaterali comuni degli steroidi topici, come l'atrofia, la teleangiectasia e la dermatite indotta da steroidi, la potenza più bassa che consente la risoluzione dovrebbe essere utilizzata per la durata più breve possibile. Potenza e veicolo sono considerazioni importanti nella scelta di uno steroide topico appropriato. Gli steroidi a bassa potenza, come l'idrocortisone 1% o il fluocinolone acetonide allo 0,01% possono essere utilizzati per le aree a pelle sottile, inclusi viso e inguine. Gli steroidi a media potenza, come il triamcinolone acetonide, sono adatti al tronco e alle estremità. Per le aree di pelle spessa, compresi il cuoio capelluto, i palmi delle mani e le suole, dovrebbero essere scelti steroidi ad alta potenza, come il clobetasolo propionato. Gli steroidi topici sono spesso prescritti come creme, in quanto sono una forma di applicazione più tollerabile. I pazienti con una malattia più grave possono richiedere unguenti. Schiume e soluzioni sono appropriate per le lesioni sul cuoio capelluto. Iniezioni intralesionali di triamcinolone possono essere utili nei pazienti con DLE localizzato refrattario.
Gli inibitori della calcineurina sono emersi negli ultimi anni come un'opzione topica alternativa per vari sottotipi del CLE. Uno studio controllato randomizzato in doppio cieco ha trattato metà del viso di 20 pazienti con un unguento di tacrolimus allo 0,1% e l'altra metà con un unguento di clobetasol propionato 0,05%. I due unguenti hanno mostrato uguale efficacia, tuttavia il 61% dei pazienti ha sviluppato teleangiectasie sul lato del clobetasol già nella settimana 3, indicando che tacrolimus può essere una soluzione migliore in quanto non ha gli effetti collaterali intrinseci degli steroidi. In un altro trial multicentrico randomizzato controllato dal veicolo, 20 pazienti con lesioni CLE trattate con un unguento di tacrolimus allo 0,1% hanno mostrato un miglioramento significativo dopo 28 e 56 giorni, ma non dopo 84 giorni. Agli inibitori topici della calcineurina è associato un potenziale rischio di tumori maligni, sebbene non vi siano prove che suggeriscano una relazione causale.
R-salbutamolo è un agonista del recettore beta2-adrenergico utilizzato per il trattamento dell'asma. Uno studio multicentrico randomizzato del 2009 ha studiato l'uso di R-salbutamolo nel trattamento del DLE e ha trovato miglioramenti statisticamente significativi nel dolore, prurito, ridimensionamento, ulcera e valutazione globale rispetto al placebo.

### Terapia sistemica
Le terapie sistemiche sono indicate nei casi in cui è presente una malattia diffusa o cicatrizzante o nei casi refrattari ai trattamenti topici. Quando vengono prescritti trattamenti sistemici, gli agenti topici sono in genere continuati come terapia aggiuntiva. Attualmente, non ci sono farmaci specificamente approvati per il trattamento del CLE. 
I farmaci utilizzati per il trattamento dei vari sottotipi del CLE sono generalmente utilizzati anche per il trattamento del LES, ad eccezione della talidomide.

#### Farmaci antimalarici
Gli antimalarici orali sono considerati la terapia sistemica di prima linea per tutti i sottotipi del CLE. L'idrossiclorochina, la clorochina e la chinacrina sono i tre antimalarici attualmente utilizzati. Uno studio randomizzato in doppio cieco del 1992 ha confrontato l'idrossiclorochina (400 mg / die) con l'acitretina (50 mg / die) in vari sottotipi CLE in uno studio di 8 settimane. Gli autori hanno scoperto che i 30 pazienti trattati con idrossiclorochina presentavano un tasso di miglioramento del 50%, contro un miglioramento del 46% nei 28 pazienti trattati con acitretina, mentre l'idrossiclorochina era molto meglio tollerata . L'efficacia della clorochina è stata dimostrata in uno studio randomizzato controllato in doppio cieco del 2005, che ha dimostrato un tasso di risposta dell'82,4% rispetto al 75% nei pazienti trattati con clofazamina . Gli antimalarici possono richiedere da 2 a 3 mesi per la massima efficacia, e quindi i pazienti sono spesso trattati con topici e iniezioni intralesionali.
Il solfato di idrossiclorochina è considerato il farmaco di scelta. Ad una dose fino a 6,5 mg / kg / die, è considerato più sicuro della sua controparte più efficace, la clorochina, a causa di una minore incidenza di retinopatia. La clorochina può essere somministrata alla dose di 125–250 mg / die, limitata a non più di 3,5-4,0 mg / kg / giorno per minimizzare la tossicità retinica. L'idrossiclorochina e la clorochina non dovrebbero essere usati insieme, a causa del rischio inaccettabile di retinopatia . Tipicamente, se un paziente fallisce l'idrossiclorochina, la chinacrina viene aggiunta per un effetto sinergico, senza un aumentato rischio di retinopatia. Questa combinazione aumenta l'efficacia, con un tasso di miglioramento del 67% riportato in pazienti che avevano precedentemente fallito la monoterapia con idrossiclorochina. Se un paziente fallisce questa combinazione, viene considerato un passaggio alla clorochina. La chinacrina può essere continuata con clorochina. La quinacrina viene comunemente prescritta alla dose di 100 mg / die, poiché è stata riportata anemia aplastica a dosi più elevate. Frances et al hanno recentemente collegato la completa remissione alle più alte concentrazioni ematiche di idrossiclorochina e hanno suggerito l'implementazione del monitoraggio per migliorare la gestione del CLE refrattario. I pazienti che fumano hanno un peggiore CLE e sono più refrattari al trattamento con antimalarici e altre terapie sistemiche. I pazienti dovrebbero pertanto essere consigliati di smettere di fumare. Gli effetti collaterali degli antimalarici comprendono xerosi, eruzioni cutanee esantematiche o lichenoide, orticaria, iperpigmentazione della pelle blu-grigia, tossicità oculare, disturbi gastrointestinali, miopatia, cardiomiopatia e rari effetti collaterali del sistema nervoso centrale (capogiri, cefalea, insonnia, psicosi). L'idrossiclorochina può ridurre la soglia convulsiva. La quinacrina può causare lo scolorimento giallo della pelle, della sclera e dei fluidi corporei. L'American Academy of Ophthalmology raccomanda uno screening retinopatico regolare per i pazienti con antimalarici a intervalli basati sullo stato di rischio. La terapia antimalarica è controindicata nei pazienti con retinopatia preesistente, disturbi del sangue e miastenia grave.

#### Corticosteroidi sistemici
I pazienti che falliscono le combinazioni antimalariche sono spesso refrattari anche ad altri trattamenti sistemici. I corticosteroidi sistemici sono generalmente evitati nei pazienti CLE a causa dei ben noti effetti collaterali. I pazienti affetti da LE sono particolarmente suscettibili agli effetti collaterali degli steroidi, poiché sono esposti ad un aumentato rischio di sviluppare necrosi avascolare al basale. Tuttavia, possono essere utili per i corsi brevi in pazienti con CLE grave, poiché altre terapie possono richiedere tempo per l'inizio dell'azione. In tali casi, le dosi di prednisone da 0,5 a 1,0 mg / kg / die possono essere ridotte gradualmente da due a quattro settimane.

#### Immunosoppressori
Circa la metà dei pazienti refrattari agli antimalarici rispondono agli immunosoppressori. Il metotrexato è una terapia per CLE se gli antimalarici non funzionano, con dosi raccomandate da 7,5 a 25 mg per via orale o sottocutanea una volta alla settimana. Un'analisi retrospettiva di 43 pazienti refrattari al trattamento refrattari trattati con metotrexato orale o sottocutaneo ha riscontrato un miglioramento nel 98% dei casi. Sette pazienti hanno sviluppato gravi effetti collaterali che hanno richiesto il ritiro dal trattamento. I potenziali effetti collaterali includono tossicità gastrointestinale, soppressione del midollo osseo, nefrotossicità, epatotossicità e polmonite interstiziale. È importante integrare i pazienti che assumono metotrexato con acido folico.
Micofenolato mofetile e micofenolato sodico si sono dimostrati efficaci nel trattamento di tutti i sottotipi del CLE in più case report e piccoli studi, incluso uno studio prospettico non randomizzato su dieci pazienti con SCLE refrattari al trattamento trattati con micofenolato sodico. Un'altra opzione terapeutica suggerita è l'azatioprina, che ha dimostrato di trattare con successo il DLE in diverse serie di piccoli casi.

#### Farmaci biologici
Il rituximab, un anticorpo monoclonale chimerico che ha come obiettivo il CD20, ha mostrato efficacia in caso di segnalazioni di pazienti refrattari con SCLE e pazienti con SLE con lesioni cutanee. Belimumab, un inibitore specifico dello stimolatore dei linfociti B, ha dimostrato una miglioramento nella attività della malattia SLE sui parametri muscoloscheletrici e mucocutanei nei dati raccolti da due studi. I trattamenti con Belimumab e con immunoglobuline intralesionali per il CLE non sono raccomandati. Sono necessarie ulteriori indagini per determinare il ruolo di questi e di altri modificatori della risposta immunitaria nel trattamento del CLE.

#### Immunomodulatori
L'immunomodulatore Dapsone (da 25 a 150 mg / die) ha dimostrato di essere efficace in alcuni casi serie nel trattamento di LE bollose, panniculite lupus, SCLE e DLE. I risultati combinati di tre serie di casi di 55 pazienti CLE trattati con dapsone hanno dimostrato un miglioramento del 55% . Dapsone può causare agranulocitosi, emolisi, metaemoglobinemia o una reazione di ipersensibilità, pertanto il monitoraggio della tossicità ematologica ed epatica è fondamentale. I pazienti con deficit di glucosio-6-fosfato deidrogenasi non devono assumere dapsone.

Molteplici serie di casi supportano l'uso di talidomide (da 50 a 100 mg / die) nei CCLE, SCLE e nel LET. La talidomide è notoriamente teratogena e il suo uso è limitato dalla neuropatia periferica, la cui incidenza è massima durante il primo anno di trattamento. Lenalidomide, un analogo della talidomide, è stato recentemente studiato come potenziale alternativa, mostrando il potenziale clinico in una serie di casi e in due piccoli studi in aperto.

#### Retinoidi orali
Il retinoide orale è una terapia alternativa se gli antimalarici non funzionano. L'aciditretina ha dimostrato di essere efficace nella metà dei pazienti CLE in uno studio controllato randomizzato, mentre l'efficacia dell'isotretinoina è stata osservata in più case report. Kuhn e al. hanno recentemente riportato il successo del trattamento off-label di tre casi di vari sottotipi del CLE con alitretinoina, che potrebbe rivelarsi un'efficace terapia alternativa in attesa di ulteriori indagini. Poiché questi agenti sono altamente teratogeni, è fondamentale garantire l'uso di contraccettivi efficaci nelle donne in età fertile, sia durante che dopo il trattamento (un mese per l'isotretinoina, due mesi per l'acitretina). I retinoidi possono anche causare iperlipidemia ed epatotossicità, pertanto durante il trattamento è necessario un attento monitoraggio dei lipidi e dei test di funzionalità epatica.

### Trattamenti fisici
Nonostante alcune ricerche rilevino benefici trattando le lesioni del CLE con laser, crioterapia, dermoabrasione, fototerapia, questo tipo di trattamenti in genere non sono raccomandati.

## Prognosi
Il CLE ha un effetto significativo e duraturo sulla qualità della vita del paziente. Questo effetto è probabilmente dovuto principalmente a molteplici fattori, tra cui la natura cronica della malattia, la visibilità delle lesioni e il fatto che possono causare deturpazione. 
La singola lesione precoce dovuta al CLE può rispondere bene alla terapia topica o intralesionale.
In generale, la prognosi del CLE è considerata più favorevole di quella del SLE, sebbene gli studi prospettici in grandi gruppi siano rari.
La prognosi del SLE dipende dalla gravità e dall'estensione del coinvolgimento viscerale. La maggior parte dei decessi tra i pazienti con SLE è attribuibile a una malattia attiva, in particolare al coinvolgimento del sistema nervoso centrale e renale e a varie infezioni. Tuttavia, il tasso di sopravvivenza a 10 anni oggi supera l'80% grazie al trattamento con corticosteroidi orali e potenti farmaci immunosoppressori.  La prognosi del CLE dipende dalla variante clinica della malattia cutanea e dalla gravità delle manifestazioni extracutanee associate.
Diversi fattori di rischio possono influenzare il decorso e la prognosi del CLE: predisposizione genetica, razza e sesso, clinica presentazione, età all'esordio della malattia e fattori scatenanti come l'esposizione ai raggi ultravioletti (UV) e farmaci orali .  Quando i segni lievi di manifestazioni sistemiche, come la proteinuria e l'artralgia, sono stati registrati nel CLE, il 14% -27% dei pazienti con DLE e il 67% -70% dei pazienti con SCLE hanno avuto un coinvolgimento extracutaneo. Gli studi di follow-up ben documentati in pazienti con CLE sono rari. Tuttavia, il follow-up continuo in 34 pazienti con SCLE che documentano un ampio gruppo di dati clinici e immunologici ha rivelato che nessuno di questi pazienti ha sviluppato una grave crisi LE o è deceduta durante 3 anni di osservazione. Sorprendentemente, i sintomi clinici, che si sono verificati significativamente più spesso, erano vasculite e artralgia acrolocalizzate, essendo considerati come marcatori che indicavano una lieve progressione della malattia .
Un esito letale del CLE sembra essere molto raro; in 10 anni di follow-up, il 10% dei pazienti con SCLE è morto, ma solo uno per complicanze del LE.